# Noel Murphy
Pour les articles homonymes, voir Murphy.
Pas d'image ? Cliquez ici

a Compétitions nationales et continentales officielles uniquement.

b Matchs officiels uniquement.
Dernière mise à jour le 8/02/2017.
Noel Arthur Augustine Murphy, né le 22 février 1937 à Cork, est un joueur de rugby à XV qui a évolué avec l'équipe d'Irlande au poste de troisième ligne aile.

## Biographie
Il a joué pour Cork Constitution et Garryowen, il a eu l'honneur de porter le maillot des Barbarians.
Il a entraîné son club de Cork Constitution, sa province.
Puis il est entraîneur de l'équipe nationale de rugby à XV d'Irlande entre 1977 et 1980. Il a dirigé les Lions britanniques et irlandais en 1980 en tournée en Afrique du Sud. 
Il est président de Cork Constitution, du Munster, de l'Irish Rugby Football Union. 
Son père a été international irlandais et son fils Kenny également.
En 2009, il reçoit le Trophée Vernon Pugh de l'International Rugby Board en hommage à sa carrière de joueur, d'entraineur et de dirigeant.

## Carrière de joueur
Il a disputé son premier test match, le 18 janvier 1958 contre l'équipe d'Australie. Son dernier test match fut contre l'équipe du Pays de Galles, le 8 mars 1969.
Murphy fut cinq fois capitaine de l'équipe d'Irlande, il a disputé huit test matchs avec les Lions britanniques en 1959 et 1966.

## Palmarès de joueur
- 41 sélections avec l'Irlande
- Sélections par années : 5 en 1958, 4 en 1959, 5 en 1960, 3 en 1961, 1 en 1962, 1 en 1963, 4 en 1964, 5 en 1965, 5 en 1967, 4 en 1969
- Tournois des Cinq Nations disputés: 1958 à 1969 inclus, sauf en 1963 et 1968
- Trophée Vernon Pugh 2009